# 사딩딩

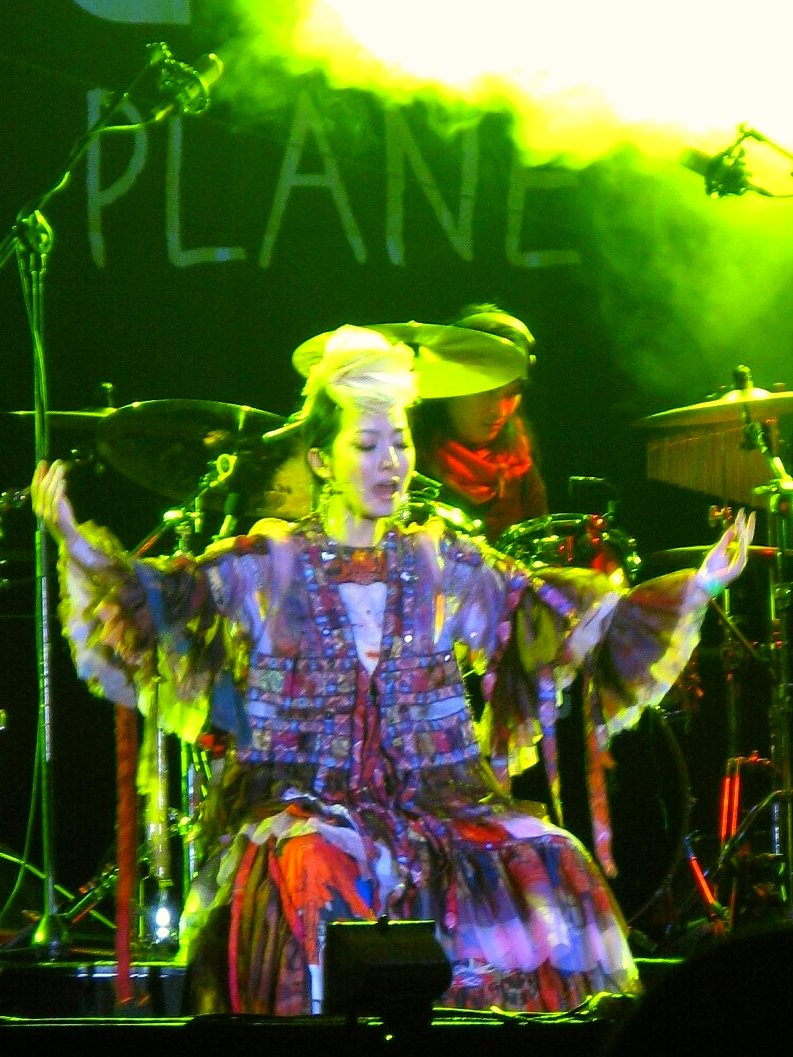

사딩딩(중국어 간체자: 萨顶顶, 정체자: 薩頂頂, 병음: Sà Dǐngdǐng, 본명 Zhou Peng(周鹏 저우펑[*]), 1979년 12월 27일 ~ )은 중국의 여성 싱어송라이터이자 행위예술가이다.내몽골 자치구에서 외조모와 어린시절을 보냈으며,베이징 중앙음악원에서 대중음악 작곡을 전공하였고, 2008년 몽골, 인도, 티베트와 중국 한족의 문화를 아우르는 자신만의 음악으로 채운 첫 솔로 앨범 Alive를 발매하며 데뷔, 일렉트로니카와 전통음악을 이상적으로 혼합하여 아시아의 이니그마라는 칭호를 얻었다.

## 생애
2000년, 제9회 CCTV 전국 청년가수대회에 참가하여 '프로부문 통속창법 은상'과 '전국 시청자들이 가장 좋아하는 가수상'을 수상했다. 2004년, 중국 최초로 전자 여자 목소리로 첫 앨범 "자기미" 발표했다. 그 후, 3년 동안 휴식한 후, '사딩딩'으로 개명하여 참신한 "사딩딩"만의 음악을 시작하였다. 2008년, 영국 BBC 세계음악대상을 수상하여 이 상을 받은 첫 아시아 가수가 되었다.

## 앨범

### 자기미
- 발표 날짜: 2004년 12월 1일
- 이름: <자기미>
- 비고: 주붕의 이름으로 발표(점정문화, 프로듀서/작곡 - 장굉광, 작사 - 천타오)
- 곡목:
  - 웃겨(笑破了/소파료)
  - 별 따기(摘星星/적성성)
  - 무엇을 찾을까(找什麽/조십마)
  - 살빼기 운동(瘦身運動/수신운동)
  - 동바라(咚吧啦/동파랍)
  - 자기미(自己美/자기미)
  - 정전된 달(停電的月亮/정전적월량)
  - 감사세계(感謝世界/감사세계)
  - 현대애정선언(現代愛情宣言/현대애정선언)
  - 결혼해주실까(你願意嫁給我嗎/니원의가급아마)
  - 작은 호선(小狐仙/소호선)
  - 동바라(咚吧啦/동파랍)(Remix)
  - 동바라(咚吧啦/동파랍)(Dance&Remix)

### 만물생
1. 마마천나(티베트어)
2. 만물생(범어)
3. 신향(티베트어)
4. 시린 강가의 노인(자어)
5. 타라니(범어)
6. 라구라구(자어)
7. 비조와 꽃(중국어)
8. 신향(중국어)
9. 만물생 （중국어)
10. 금상(중국어)

### 천지합
1. 천지기(天地記)
2. 푸른옷 여자(綠衣女孩/녹의녀해)
3. 자유적으로 거는 꽃(自由行走的花/자유행주적화)
4. 석류 여자(石榴女人/석류녀인)
5. 푸른 준마(藍色駿馬/남색준마)
6. 운운남남(雲雲南南)
7. 쾌락절(快樂節)
8. 작은 나무와 큰 나무(小樹和大樹/대수화소수)
9. 행운일(幸運日)
10. 희연녕박-자성·심경(希然寧泊-自省·心經)
11. 천지기(天地記)

### 황여래자
1. 내자마갈(來者摩羯)
2. 여영수형(如影隨形)
3. 먼지가 노래하고 있다(塵埃在歌唱/진애재창가)
4. 황여격세(恍如隔世)
5. 지상애(至尚愛)
6. 사랑 2012(愛在2012/애재2012)
7. 전산(轉山)
8. 추향월(秋鄕月)
9. 참말(眞之言/진지언)
10. 행자무강(行者無疆)
11. 천뢰의 사랑(天籟之愛/천뢰지애)

### 싱글
| 년도             | 제목              | 비고     |
| ---------------- | ----------------- | -------- |
| 2008년 7월 30일  | <금상>            | EP, 싱글 |
| 2009년 10월 20일 | <탕라야슈>        |          |
| 2009년 11월 13일 | <싱글 - 천지기>   | EP, 싱글 |
| 2010년 1월 22일  | <금의위>          |          |
| 2010년 9월 6일   | <검우부생>        |          |
| 2011년 4월 12일  | <은혜>            |          |
| 2012년 5월 24일  | <싱글 - 내자마갈> | EP, 싱글 |

## 경력

### 2000년 활동
- 제9회 CCTV 전국 청년가수텔레비전대회에 프로부문 통속창법 은상, 전국 시청자들이 가장 좋아하는 가수상
  - 참가곡 <타림 강>이 대회의 "10대 인기곡"에 선정

### 2001년 활동
- 중국중앙방송국 설야회 참가

### 2002년 활동
- 중국중앙방송국 설야회 참가

### 2004년 활동
- 앨범 <자기미> 발표(점정문화)

### 2005년 활동
- 중국음반업협회가 개최한 제2회 골든 디스크 수상야회 참가, 시상 귀빈 담당
- CCTV가 개최한 "그래미상과 중국 음악 세미나"에 참가, 중국 유행 음악계에서 처음으로 초청 받은 가수가 되었다.

### 2006년 활동
- 6월, "유니버설 뮤직 그룹" 산하의 천운문화와 계약
- 9월 14일, 유니버설 뮤직 그룹 아시아 지역 유일한 연예인 대표로서 일본 도쿄의 유니버설 뮤직 그룹 세계 연간 행사에서 공연
- 9월 월말, 티베트 아리 지구 국가1급보호구역 구게 왕국 유적지에서 120 여 위안의 돈을 써 서사시적인 MV <만물생EP√> 촬영
- 10월 12일, 제8회 CCTV 음악성전의 공연 귀빈 담당
- 12월 1일, 2006년 "MTV 초급성전"의 공연 귀빈 담당

### 2007년 활동
- 1월, BTV(북경방송국) <올림픽을 노래하자>(창향오운) 프로그램 녹화 참가
- 5월, 초청을 받아 중국을 대표하여 미국의 MTV가 주최한 중국-미국 문화교류야회에 참가
- 6월, 전자음악 대사 폴 오켄폴드의 초청을 받아 새 앨범 노래 협력
- 6월 25일, 홍콩 정부의 초청을 받아 "홍콩 불교계 불탄 기념 성회"에 참가, 30분 특별 공연
- 일본에 첫 앨범 <만물생> 발표
- 7월, 2 차례의 일본 발표 선전 완성
- 카일리, 올 세인츠, 새비지 가든의 음악 프로듀서 톰 니콜스의 초청을 받아 런던에 가서 함께 UMG의 호주 가수를 위해 앨범 제작. 톰 니콜스가 사딩딩과 더욱 깊은 협력을 기대한다고 표현하였다.(비요크, 마돈나의 음악 프로듀서 가이 시그스워스도 사딩딩과 함께 앨범을 협력하다고 표시하였다.
- 영국에 미국 최대인 중국어 방송국 LA 및 영국 선데이 타임스의 인터뷰를 받았다.
- 미국 앨범 <만물생> HMV 차트 순위10에 올려 순위3 이내를 몇 주간 유지
- 새앨범 <만물생>이 중국에 발행
- 10월, 새 앨범 <만물생>이 영국에 발행
- BBC RADIO 3 워드뮤직어워드 노미네이트
- 12월, 앨범이 중국음반평정단에 의해 4별의 평가를 받아, 2007년 유일한 4별 앨범이 되었다.
- <주말화보> 연간 섹시한 여자 대상
- COSMO 패션여자대상, 연간패션음악인
- 남방주말 연간성회의 연간음악
- 중국 골든디스크 최우수 앨범, 최우수 MV, 최우수 신인 노미네이트

### 2008년 활동
- 1월, 딥 포레스트의 초청을 받아 협력
- 4월, "제8회 음악 풍운방" 4 개 노미네이트: 최우수 신인(중국), 최우수 앨범(중국), 최우수 제작인(중국), 최우구 편곡(중국)
- 영국, 독일, 프랑스에 가서 첫 선전, BBC 음악대상 행사에서 "영국 BBC 세계음악대상" 수상
- 영국 방문 후, 파리와 베를린 등지에 가서 선전
- 7월, 영국 BBC 음악대상 수상식에 가서 공연 참가
- 7월, 영국 우마드(WOMAD) 음악제 참가
- 미국 순회 공연
- 8월, 유럽 순회공연
- 11월, 델리트 세계 모델대회 결승시험의 공연 귀빈

### 2009년 활동
- 5월 23일, 호남위성방송, <쾌락대본영> 프로그램 참가
- 7월 12일, 호남위성방송, 사딩딩 <화채취삼상> 만물생 공연
- 11월 20일, 사딩딩 <천지합> 전세계 첫공연이 북경에
- 11월 28일, 첫회 1850 "국제 다영역 예술축제" 개막식 공연

### 2010연 활동
- 2월 13일, 대만 TTV(대만텔레비전) 제야 특별 프로그램 - 홍백예인대상 공연 귀빈
- 2월 13일, 대만 CTV(중화텔레비전)와 하문위성방송이 공동으로 제작한 제야 특별 프로그램 "환희대위로" 초청을 받아 공연
- 3월 19일, 홍콩 콘서트
- 10월 24일, 대만 화련 원성음악제 행사 참가

### 2012년 활동
- CCTV(중국중앙방송국) 설야회 공연